# Osei Kofi
Osei Kofi   (Kumasi, 3 de juny de 1940) és un exfutbolista ghanès de la dècada de 1960.
Fou internacional amb la selecció de futbol de Ghana.
Pel que fa a clubs, destacà a Asante Kotoko.